# Велике богиње
Велике богиње (познате под латинским називом variola или variola vera) су заразна болест својствена човеку коју изазивају две врсте вируса вариоле зване Variola vera major и Variola vera minor.
Variola vera major познатија као велике или црне богиње, је опаснија врста, која изазива смрт код 20-40% заражених, а код преживелих често оставља трајну унакаженост или слепило.
Variola vera minor представља блажи облик који изазива смрт само код 1% заражених.
Претпоставља се да је у 20. веку од богиња умрло између 300 и 500 милиона људи. У прошлим периодима, пре него што су развијени модерни лекови и вакцине, богиње су биле много смртоносније.
Ипак, најзначајнију улогу су имале након открића Америке, када су домороци Северне и Јужне Америке дошли у додир с Европљанима који су били инфицирани вирусом вариоле. За разлику од колонизатора, домороци нису имали развијен имунитет, што је довело до наглог ширења болести и драматичног пада домородачке популације па је европским колонизаторима омогућен лак и несметан продор у нова подручја.
Домаћин вируса вариоле је једино човек тако да је напорима Светске здравствене организације године 1977. вирус искорењен у људској популацији и данас се налази само у лабораторијама. Људи се више не вакцинишу против овог вируса, тако да се сматра да би се он могао користити као биолошко оружје. Последњи случај забележен је 1978. године.

## Опис
Богиње су заразна болест која погађа искључиво људе, и коју узрокује један од два типа вируса, variola major и variola minor. Латински назив болести, Variola или Variola vera је дериват латинске речи , што значи тачкаст или varus, што значи бубуљица.
Вирус великих богиња напада крвне жиле у кожи, устима и грлу. Кожа постаје прекривена карактеристичним макулопапуларним осипом и касније мехурићима испуњеним течношћу. V. major узрокује опаснију болест, са стопом смртности од 30 - 35%. V. minor узрокује блажи облик болести, са стопом смртности од 1%. Оболели од V. major развијају дуготрајне последице, попут карактеристичног осипа на лицу, код 65 - 85% преживелих. Ређе се јавља и слепоћа, због улкуса рожњаче као и деформитет удова због артритиса и остеомијелитиса, код 2 - 5% случајева.
Верује се да су се велике богиње појавиле код људи 10 година п. н. е. Најранији физички докази великих богиња су трагови осипа на мумифицираном телу фараона Рамзеса V, који је умро 1157 године пре наше ере. За време 18. века болест је убијала 400 хиљада Европљана годишње (укључујући и пет владара) и била је заслужна за трећину свих случајева слепоће. Болест је убијала 20 - 60% свих заражених и преко 80% заражене деце.
Велике богиње су усмртиле 300 - 500 милиона људи само у 20. веку. У раним 50-им годинама 20. века отприлике 50 милиона случајева вариоле пријављено је у целом свету сваке године. WHO претпоставља да је 1967. 15 милиона људи добило богиње, а да је 2 милиона умрло од последица болести. Након успешно спроведене вакцинације у 19. и 20. веку, WHO је прогласила да је болест успешно истребљена у децембру 1979. До данас, то је прва заразна болест људи која је истребљена.

## Класификација
Два су клиничка облика болести. Variola major је озбиљан и најчешћи облик болести, с обујнијим осипом и вишом температуром. Variola minor је мање опасна болест с блажим симптомима и ниском смртношћу. Забележени су и случајеви вариоле без симптома, али то је у ретким случајевима. Такође су забележени и случајеви који се називају variola sine eruptione (богиње без осипа) код већ вакцинисаних људи. Овакав облик болести се догађа након уобичајеног периода инкубације и може бити потврђен само лабораторијски.

## Симптоми и знаци
Период инкубације између излагања вируса и прве појаве симптома је око 12 дана. Једном удахнут, вирус напада слузнице уста, грла или плућа, путује у лимфне чворове и умножава се. Вирус у почетку путује од ћелије до ћелије, али око 12. дана инфициране ћелије пуцају и велика количина вируса присутна је у крвотоку (ово се назива виремија). Други талас умножавања вируса догађа се у слезени, коштаној сржи и лимфним чворовима. Првотни симптоми су слични осталим вирусним болестима попут грипе и обичне прехладе; температура (барем 38,5 °C), бол у мишићима, слабост, главобоља, мучнина, повраћање и бол у леђима. Ова пре-еруптивна фаза траје 2 - 4 дана. 12 до 15 дана од излагања јављају се прве лезије, црвени тaчкасти осип на кожи који се назива енантем, односно слузнични осип. Јавља се на слузници, у устима, језику, грлу и температура се враћа на нормалну. Ове лезије нагло расту и пуцају, ослобађајући вирус у слину.
Вирус вариоле напада ћелије коже, при чему узрокује карактеристичне бубуљице. Осип се развије 24 до 48 сати након што се појаве лезије на слузници. Уобичајено се осип прво јави на челу, а онда се брзо шири на цело лице и удаљене делове екстремитета. Након овога болест може кренути различитим смеровима, и с обзиром на то, болест је подељена у 4 типа према Рао класификацији: обичне богиње, промењене, малигне (равне) и хеморагичне. Уобичајена стопа смртности код вариоле је око 30%; али малигне и хеморагичне углавном имају смртни исход.

### Обичне
90% или више случајева богиња код невакцинисаних особа су обичне. Код овог облика болест, до 2. дана осипа, бубуљице постају изражене и повишене. До 3. или 4. дана бубуљице се пуне течношћу боје млека и постају врећице. Течност касније постаје мутна и тамна. Ипак, ове бубуљице нису испуњене гнојем него остацима ткива. До 6. или 7. дана све лезије на кожи постају бубуљице. Између 7. и 10. дана бубуљице дозревају и добијају максималну величину. Тада су изнад површине коже, најчешће округле, напете и болне на додир. Дубоко су укорењене у дермису. Течност полако истиче из бубуљица и до краја 2. недеље бубуљице се испразне и изравнају те почну сушити и постају красте. До 16—20. дана красте почињу отпадати и остављају депигментисане ожиљке. Обичне богиње стварају осип код којег бубуљице стоје засебно на кожи. Осип је најгушћи на лицу и има га више на удовима него на трупу, док га на екстремитетима има више на удаљеним него на ближим деловима телу. Дланови и табани имају осип у већини случајева. У неким случајевима се мехури спајају, па се се одвајају спољни слојеви коже од мишића. Код оваквих случајева, смртност износи 62%.

### Модификоване
Модификована вариола се јавља код претходно вакцинисаних. Мање је опасна него обичан тип болести. Најчешће нема фебрилног стања док настаје осип. Лезија на кожи има мање и брже постају зреле, површне су, и не показују карактеристичне знакове великих богиња. Модификоване богиње су ријетко, ако икад, фаталне. Овај облик обољења Variolа major се често брка с воденим козицама.

### Малигне
Код малигних великих богиња (још се називају и равне богиње) лезије остају готово у равнини с кожом, док се код обичних богиња оне уздигну. Не зна се зашто неки људи развију овај облик болести. Историјски, малигне богиње јављале су се у 5 - 10% случајева, а већина њих (72%) је била код деце. Код малигних богиња период пре избијања осипа траје дуже, с повишеном температуром и осталим симптомима тровања. Осип на језику је најчешће обилнији. Бубуљице се чине укопане у кожу и споро се развијају. За разлику од обичног типа богиња, малигне често завршавају са смртним исходом, а врећице имају врло мало течности и осетљиве су на додир те могу крварити.

### Хеморагичне
Хеморагичне велике богиње су озбиљна форма вариоле коју прати интензивно крварење у кожу, слузокожу и цревни тракт. Овај се облик развије у 2% заражених и најчешће у одраслих. Код хеморагичних богиња не јављају се мехури на кожи него кожа остаје глатка. Уместо тога особа крвари испод коже због чега кожа изгледа црна и поугљена, па се ова форма болести још назива и црне богиње. У почетку болести, особа добије очно крварење, због чега се беоњаче обоје црвено. Хеморагичне богиње узрукују крвави осип те крварења у слезени, бубрезима, мишићима, јетри, тестисима, јајницима и бешици. Пацијент умре нагло између 5. и 7. дана болести, када је само неколико лезија присутно. Каснија фаза болести се јавља код пацијената који преживе 8 - 10 дана. Кожно крварење започне с еруптивном фазом, а осип је раван и не напредује. Пацијенти у раној фази болести показују смањење фактора згрушавања. Пацијенти у касној фази имају драстичну тромбоцитопенију. Овај тип је одговоран за отприлике 3 - 25% смртних исхода и уобичајено изазива смрт.

## Узрочник
Велике богиње узрокује инфекција с вариола вирусом, који припада роду Ortopoxvirus, породици Poxviridae и подпородици Chordopoxvirinae. Вариола је велики вирус облика квадра величине 302 до 350 нанометара пута 244 до 270 нанометара, с једном линеарном двоструко завијеном ДНК. Два класична варијетета вируса су variola major и variola minor. Најближи сродник вирусу је Molluscum contagiosum, који попут великих богиња напада само људе. Међутим, за разлику од варио, зараза молускумом је бенигна.
Четири orthopoxvirus типа могу узроковати инфекцију код људи: variola, vaccinia, кравље и мајмунске богиње. Вариола вирус напада само људе у природи, иако су примати и друге животиње биле заражене у лабораторију. Vaccinia, кравље и мајмунске богиње могу заразити и људе и друге животиње.
Животни циклус вируса богиња је компликован с више инфекциозних облика од којих сваки има различити механизам уласка у ћелију. Вируси богиња су јединствени међу ДНК вирусима, јер се репликују у цитоплазми, а не у једру. Како би се репликовали, вируси богиња синтетишу специјализоване протеине које не производе остали ДНК вируси. Инфекција variolom major или minor дају имунитет против осталих.

## Пренос
Пренос се одвија удисањем вируса вариоле, најчешће капљице из уста, носа или слузнице инфицираних особа. До преноса дође кроз дуготрајнији блиски контакт с зараженима, најчешће унутар 3 метра. Међутим, до преноса може доћи и преко заражених телесним течностима или објектима попут постељине или одеће. Понекад се вирус преносио ваздухом у мањим затвореним просторима попут зграда, аутобуса и возова. Вирус се може пренети и кроз постељицу, али такав пренос је релативно редак. Велике богиње нису посебно заразне пре избијања осипа и лезија на грлу, устима и ждрелу. Вирус се може пренети за време целог трајања болести, али најчешће за време прве недеље трајања осипа, када је највише бубуљица очувано. Заразност опада 7 до 10 дана након што се красте формирају преко лезија, али особа је заразна док све красте не отпадну.
Велике богиње су изразито заразне, али шире се генерално спорије него неке друге вирусне болести, вероватно зато што пренос захтева блиски контакт, а заражене особе су заразне тек након појаве осипа. У поднебљима са умереном климом болест се ширила највише зими и у пролеће. У тропским подручјима сезонска појава болести је мање видљива и болест је једнако заступљена током целе године. Имунитет због вакцинисања се губи с временом и вероватно не постоји код свих осим код оних свеже вакцинисаних. Вариола се не преноси инсектима или животињама и не постоји случај клицоноше без симптома.

## Дијагноза
Клинички, велике богиње се испољавају као болест с наглим почетком и температуром већом од 38,3 °C, које прати карактеристичан осип с бубуљицама без другог очигледног узрока. Ако се примете овакви симптоми, вариола се потврђује лабораторијским тестовима.
Микроскопски, вируси богиња стварају карактеристична цитоплазматска тела, од којих су најпознатија Гварнијерова телешца, која су место вирусне репликације. Гварнијерова телешца се лако идентификују у биопсији коже и под деловањем лабораторијских агенаса попут еозина изгледају као ружичасти груменчићи. Они се могу наћи у готово свим инфекцијама вирусима богиња, али њихово одсуство не значи да особа нема вариолу. Дијагноза се такође може поставити електронском микроскопијом течности из бубуљица или красти. Ипак, сви ортопокс вируси имају једнак цигласт облик када се посматрају под електронским микроскопом.
Дефинитивна лабораторијска дијагноза вариоле укључује раст вируса у кокошјем ембриону и посматрање настале лезије под одређеним температурним условима. Типови вируса могу бити одређени полимеразном ланчаном реакцијом и RFLP анализом. Серолошки тестови и ензимски тестови који мере за вариолу специфичне имуноглобулине и антигене развијени су да би помогли при дијагнози. Велике богиње су често биле бркане с овчијим богињама у времену одмах након истребљења. Овчије богиње (варичеле) се разликују од вариоле на више начина. За разлику од великих богиња, овчије богиње не погађају дланове и табане. Такође, бубуљице код овчијих богиња су различите величине, што зависи од времена избијања док су код великих богиња исте величине. Исто тако, постоје бројни лабораторијски тестови којима се могу разликовати те две болести.

## Вакцинација
Најранији поступак превенције богиња је била инокулација (још позната као вариолација). Инокулација се прво проводила у Индији хиљаду година пре нове ере, а укључивала је или удисање смрвљених красти или унос вируса у кожу. Ипак, ова се идеја још увек испитује, јер само неколико тестова објашњава ову методу. Инокулација у Кини се први пут спомиње у 10. веку, а поступак је био раширен до 16. веку, за време династије Минг. Ако успјешна, инокулација би омогућила дуготрајни имунитет. Ипак, како је особа била заражена с вирусом вариоле, још увек је постојала шанса да се особа зарази и да пренесе ту болест осталима. Вариолација је имала 0.5-2% учесталост смртног исхода, што је мање него 20-30% саме болести. Мари Вортли је посматрала инокулацију у Турском царству, па је своја искуства писмом пренела и промовисала поступак кад се вратила у Енглеску 1718. године. 1796 др. Едвард Џенер, доктор у Баркелију у руралној Енглеској открио је да имунитет за велике богиње ствара и инокулација особе с вирусом крављих богиња из лезија. Џанер је течност назвао вакцином, из латинске речи , што значи крава. Сам поступак је пуно сигурнији од вариолације, јер не укључује ризик од преноса вариоле. Вакцинисање оваквог типа се ускоро проводило по целом свету. У 19. веку вирус крављих богиња замењен је с вирусом vaccine. Vaccinia је вирус из исте породице као и вирус вариоле и крављих богиња, али ипак генетски различитих од њих. Порекло vaccina вируса као и начин на који је постао вакцина још нам нису познати.
Тренутни састав вакцине је живи vaccinia вирус. Вакцина се даје с двоглавом иглом која је умочена у раствор вакцине. Иглом се пробија кожа неколико пута у неколико секунди. Ако је вакцина успешно примљена, црвени оток са сврабежом јавља се на месту вакцине и развије се за 3 - 4 дана. За време прве недеље оток постаје плик који се испуни гнојем и почне се сушити. За време друге недеље плик се почне сушити и ствара се краста. Треће недеље краста отпадне и остаје мали ожиљак. Делови модерног кита за вакцинацију укључују растварач, бочицу с vaccinia вирусом и двоглавом иглом. Антитела која настају као последица вакцинисања нуде заштиту и за остале вирусе богиња (за мајмунске богиње, кравље богиње и за variola вирус). Антитела су присутна у крви 10 дана након прве вакцинације и 7 дана након поновне вакцинације. Историјски, вакцинисање је делотворно у спречавању болести у 95% вакцинисаних. Вакцина нуди имунитет током следећих 3 до 5 година а након тог периода имунитет се смањује. Ако се особа поновно вакцинише, имунитет траје још дуже. Студије случајева великих богиња у Европи показале су да је вариола код оних вакцинисаних пре мање од десет година имала стопу смртности од 1,3%, 7% у оних вакцинисаних 11 до 20 година пре заразе и 11% у оних вакцинисаних 20 година пре контакта с вирусом. Поређења ради, 52% невакцинисаних пацијената је преминуло.
Постоје нуспојаве повезане с вакцинисањем за вариолу. У прошлости, око 1000 људи за сваких милион вакцинисаних први пут имала је озбиљне, али не и смртоносне реакције на вакцину, попут тровања или алергијских реакција на месту убода која се ширила даље по телу. Потенцијално смртоносне нуспојаве догодиле би се код 14 до 500 за сваки милион вакцинисаних. На темељу прошлих резултата, сматра се да би 1 или 2 човека од милион (0,000198%) умрли од последица вакцине, често од енцефалитиса или озбиљне некрозе ткива. Због ових нуспојава, након што је вирус успешно истријебљен, вакцинисање је напуштено 1972. у САД те почетком 1970-иха у Европи. Рутинско вакцинисање код здравствених радника у САД прекинуто је 1976. а код војних регрута 1990. године. Војни службеници у Блиском истоку и Кореји још увек добијају вакцину. До 1986. рутинско вакцинисање је престало у свим земљама. Сада је углавном препоручено за лабораторијске раднике због могућег излагања.

## Третман
Вакцинација против вариоле унутар три дана од контакта с вирусом ће спречити или драстично смањити тежину симптома вариоле код већине људи. Вакцинисање 4 до 7 дана након изложености вирусу ће вероватно понудити неки ниво заштите или модификовати ток болести. Осим вакцинисања, лечење је углавном супортивно, попут лечења рана или спречавања инфекција, контроле телесних течности и могуће употребе респиратора. Малигне и хеморагичне велике богиње се лече исто као и шок, попут надомештања текућина. Пацијенти с усађеним бубуљицама добијају једнак третман као и код они са снажним опекотинама на кожи. Тренутно ниједан лек није одобрен за лечење великих богиња. Ипак, антивирусни лекови су се развили након задње велике епидемије богиња, а студије показују да је можда антивиротик цидофовир делотворан. Лек се мора унети интравенозно, ипак, може узроковати озбиљне проблеме с бубрезима.

## Прогноза
Укупна смртност за обичан тип богиња је око 30%, али зависи од врсте осипа. Код ураслих обичних богиња смртност је од 50 - 75%, обичне полу-урасле имају смртност од 25 - 50%, а код случајева без осипа смртност износи мање од 10%. Укупна смртност за децу млађу од 1 године старости је око 40 - 50%. Хеморагичне и малигне богиње имају највишу смртност. Код малигних износи више од 90%, а код хеморагичних скоро 100%. Мање од 1% износи смртност код вируса variola minor. Код смртних исхода обичних богиња, смрт наступи између 10. и 16. дана болести. Узрок смрти код вариоле није јасан, али болест погађа више органа. Виремија и неконтролирани имунски одговор могу допријети смртном исходу. Код раног типа хеморагичних богиња, смрт наступи услед престанка рада срца или плућног едема 6 дана након појаве повишене температуре. Код касног типа хеморагичних богиња губитак крви, слаби имунски одговор и виремија су често узети као узрок смрти. Код малигних богиња, смрт је приписана губитку течности, протеина и електролита те сепса, као и код опекотина.

### Компликације
Компликације код вариоле су најчешће респираторне, и варирају од бронхитиса до упале плућа са смртним исходом. Респираторне компликације често се развију 8. дана болести и могу бити бактеријског или вирусног порекла. Секундарне бактеријске инфекције коже су релативно ретке. Када се ово догоди, температура остаје повишена. Остале компликације укључују енцефалитис, који је чешћи код одраслих и може узроковати привремену инвалидност, трајне ожиљке, најчешће на лицу; проблеме с очима. Бубуљице се могу развити на очним капцима што доводи до конјуктивитиса, кератитиса, улкуса рожнице, упале шаренице и видне атрофије. Слепоћа се јавља у 35-40% случајева кератитиса и улкуса рожнице. Код деце вирус може напасти и зглобове и кости, што узрокује остеомијелитис. Отечени зглобови могу узроковати ограничену покретљивост, артритис који може довести до деформитета удова, кости, зглобова и прстију.